# یواس‌اس پونتیاک (۱۸۶۳)
یواس‌اس پونتیاک (۱۸۶۳) (به انگلیسی: USS Pontiac (1863)) یک کشتی بود که طول آن ۲۰۵ فوت (۶۲ متر) بود. این کشتی در سال ۱۸۶۳ ساخته شد.